# Take Me Home Tour (gira de Cher)

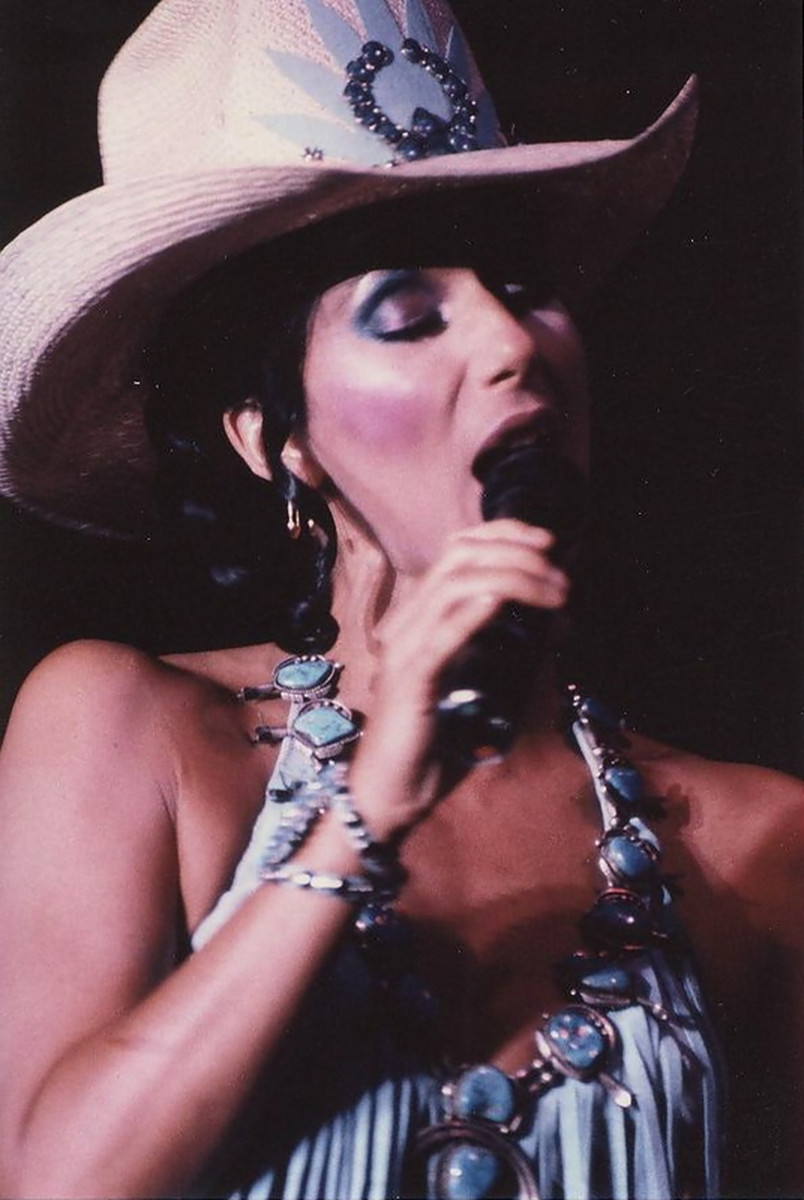
Cher durante su gira en 1981.

The Cher in Concert también conocido como Take Me Home Tour fue la primera gira de conciertos en solitario de Cher. El debut de la gira fue en el Caesar's Palace en Las Vegas con una gran producción y el elenco de Joe Layton, quien hizo lo mismo con "Clams On A Half Shell" de Bette Midler y con Diana Ross anteriormente. Cher abrió su producción extravagante el 29 de junio de 1979.
El espectáculo se convirtió en la primera gira de conciertos de Cher como solista. La gira llegó a América del Norte, Europa y Australia. El concierto se filmó en Monte Carlo el 10 de mayo de 1980 y se emitió en Showtime el septiembre siguiente y luego se grabó en Las Vegas en 1981 en el Caesars Palace para su transmisión en 1983.

## Fondo
El espectáculo contó con tres cantantes de respaldo, seis bailarines, dos drag queens como Bette Midler y Diana Ross, un toro mecánico y doce cambios de vestuario. Cher describió el espectáculo como "un poco Sonny y Cher-ish", una mezcla de cabaret, disco y rock'n'roll. Con doce cambios de ropa, Cher no vestía por más de ocho minutos. Los conciertos se basaron en parte en sus programas de televisión solos The Cher Show, Cher ... Special y Cher ... y otras Fantasías. Durante los cambios de vestuario de Cher, los intérpretes de drag Kenny Sacha, como Bette Midler y J.C. Gaynor como Diana Ross interpretaron "In the Mood" y "I'm Coming Out", respectivamente. Cher se unió a ellos para finalizar el show con la actuación de "Friends".

## Transmisiones y grabaciones
- "Live in Montecarlo"
- "The Monte Carlo Show – 1980 "[1] "
- "A Celebration at Caesars Palace"

## Personal
- Voz principal: Cher
- Fondo vocal: Michelle Aller
- Fondo vocal: Warren Ham
- Fondo vocal: Petsye Powell
- Producido y organizado: Joe Layton
- Director Musical: Gary Scott
- Bailarín: Wayne Bascomb
- Bailarín: Damita Jo Freeman
- Bailarín: Warren Lucas
- Bailarín: Mykal Perea
- Bailarín: Randy Wander

## Drag Queens
- Kenny Sacha como Bette Midler
- Russel Elliot como Cher (en el intermedio)
- J.C. Gaynor como Diana Ross

## Trajes
- Diseñadores: Bob Mackie y Cher
- guardarropa: Alan Trugman
- guardarropa: Debbie Paull
- Pelucas: Renata

## Banda
- Saxophone: Warren Ham
- Drums: Gary Ferguson
- Guitarra: Ron "Rocket" Ritchotte
- Ken Rarick
- Bob Parr

## Lista de canciones
1. Intro
2. Ain't Nobody's Business" (performed by Cher as "Laverne")
3. "Signed, Sealed, Delivered I'm Yours"
4. "Fire"
5. "Easy To Be Hard"
6. "The Way of Love"
7. Medley
  1. "Ain't No Mountain High Enough" (performed by J.C. Gaynor and Cher)
  2. "Boogie Woogie Bugle Boy" (performed by Kenny Sacha)
  3. "Friends" (Kenny Sacha, J.C. Gaynor and Cher)
8. "Medley
  1. "Jailhouse Rock"
  2. "Dream Lover"
  3. "Great Balls Of Fire"
  4. "Rockin' Robin"
  5. "Johnny B. Goode"
  6. "Dedicated to the One I Love"
  7. "Hand Jive"
  8. "Honky Tonk Women"
  9. "Old Time Rock and Roll"
9. "Take It to the Limit"
10. Interlude
11. "Take Me Home"
12. "Takin' It to the Streets"
13. "Ain't Got No Money"

1. "Intro"
2. "Could I Be Dreaming"
3. "Signed, Sealed, Delivered I'm Yours"
4. "You Make My Dreams"
5. "Da Ya Think I'm Sexy?" (performed by Cher as "Laverne")
6. "Those Shoes"
7. "Out Here On My Own"
8. "Take It to the Limit"
9. "Medley"
  - "I'm Coming Out" (performed by J.C. Gaynor)
  - "In the Mood" (performed by Kenny Sacha)
  - "Friends" (Kenny Sacha, J.C. Gaynor and Cher)
10. Medley: "Lookin' for Love" (including an instrumental introduction "Devil Went Down to Georgia") / "When Will I Be Loved"
11. "More Than You Know"
12. "Fame"